# Der Letzte seiner Art (Album)
Der Letzte seiner Art ist das vierte Soloalbum des Rappers Afrob.

## Info
Das Album erschien vier Jahre nach Afrobs Album Hammer im September 2009 über sein eigenes Label G-Lette Music und stand eine Woche auf Platz 70 in den deutschen Media Control Charts.

## Produktion
Mehrere Produzenten waren an der Entstehung des Albums beteiligt: Rafik (Du weißt (was ich will)), Montana Beats (Mein Kampf) sowie jeweils an vier Songs: Bock auf'n Beat und Sebastian Bazee Wohlgemuth. Des Weiteren produzierte DJ Rocky drei, Terrance und Sholar jeweils einen Song.
Das Album hat sehr viele Gastauftritte, so steuerten beispielsweise Cassandra Steen, Brixx und Sarah eine Hook bei, die Rapperin Lisi ist neben einer Hook auch mit einer Strophe vertreten. Außerdem sind Afrobs langjährige Weggefährten Dean Dawson, Samy Deluxe und DJ Rocky mit von der Partie, aber auch neue Gäste wie Jayson Biggz und Camouflow sind vertreten.

## Singles
Im Juni 2009 wurde die erste Promosingle Wo sind die Rapper hin? veröffentlicht. Im September folgte die zweite Single Was wollt ihr?.

## Titelliste
| #  | Titel                      | Produzent(en)              | Gastauftritte       | Dauer |
| -- | -------------------------- | -------------------------- | ------------------- | ----- |
| 1  | "Wo sind die Rapper hin?!" | DJ Rocky                   |                     | 2:37  |
| 2  | "Wat is los?"              | Terrance                   | Lisi                | 3:54  |
| 3  | "Was wollt ihr?"           | Sholar                     |                     | 4:06  |
| 4  | "Schnelle Nummer"          | Bock auf'n Beat            | Brixx & Dean Dawson | 2:39  |
| 5  | "Babygirl"                 | Sebastian Bazee Wohlgemuth | DJ Rocky            | 3:58  |
| 6  | "So lange her"             | Sebastian Bazee Wohlgemuth | Lisi                | 5:14  |
| 7  | "Mein Kampf"               | Montana Beats              |                     | 4:30  |
| 8  | "Sie, ich & sie"           | DJ Rocky                   | Cassandra Steen     | 4:24  |
| 9  | "ASD Comeback"             | DJ Rocky                   | Samy Deluxe         | 5:14  |
| 10 | "Mach mein Ding"           | Sebastian Bazee Wohlgemuth | Camouflow           | 4:25  |
| 11 | "Allein"                   | Bock auf'n Beat            |                     | 4:09  |
| 12 | "Gief Konjunkturpaket VI"  | Bock auf'n Beat            | Sarah               | 4:18  |
| 13 | "Du weißt (was ich will)"  | Rafik                      | Habesha             | 4:17  |
| 14 | "I want you"               | Bock auf'n Beat            | Jayson Biggz        | 3:49  |
| 15 | "Spektakulär 2009"         | Sebastian Bazee Wohlgemuth |                     | 3:48  |

## Informationen zu den Liedern
Auf Wo sind die Rapper hin?! zeigt Afrob seine derzeitige Sicht auf die deutsche Hip-Hop-Szene. (Zitat: "Ich geb ein Autogramm, sie machen mit Handys die Fotos/ Sie erkennen mich, egal, in welchem Tarnkappenmodus/ Er ist der Letzte seiner Art, bitte halt mal die Fresse/ Ich schieb Rap in unser'm Kreis und niemals bei der Teeniepresse")
Was wollt ihr? greift das Thema Politik und soziale Missstände auf. Es geht u. a. um die steigende Arbeitslosigkeit, um Eltern, die Fehler in der Erziehung ihrer Kinder machen und um den Nahostkonflikt.
Gief Konjunkturpaket VI greift das Thema Nahostkonflikt nochmals auf. (Zitat: "Es ist sehr lange her und ich sprach über Araber/ Noch immer töten Israelis Babys im Gaza/ Stell dir mal vor, jemand kommt in dein Land/ schickt dich ins Lager, fremd im eigenen Land/ raubt dir die Grundlage deiner Existenz/ Niemand hat gefragt, mit der Macht der UN/.../ Ich bin nicht gegen Juden und gegen die Israelpolitik/ wenn man sowas sagt, ist man kein Antisemit/ Unschuldige starben bei 'nem Selbstmordattentat/ ist dann die Antwort ein weiteres Massengrab?")
Auf Mein Kampf beschäftigt sich Afrob mit der Arbeitslosigkeit. Hier verbindet er dieses Problem mit der Tatsache, dass viele Rapper nur wenig Geld verdienen in einer Zeit, in der ihr Hobby bzw. Beruf einerseits sehr zeitraubend ist und kaum Platz für einen weiteren, richtigen Job bietet, andererseits aber fast niemand mehr CDs kauft. (Zitat: "Ich sah 1000 Rapper kommen, wie sie dachten, es wär ihre Zeit/ Die Kampagne läuft, doch nicht zu ihrer Zufriedenheit/ Deutsche Rapper werden immer schlauer, haben Abitur/.../ Egal, ob von der Straße, mit null Bildung und viel Drogen/ "Yes, we can!" ist für uns kein neuer Slogan")
Spektakulär 2009 ist ein Nachfolger zu dem gleichnamigen Song von Afrobs erstem Album "Rolle mit Hip Hop". ("Hier sitz ich wieder mit nem Block und Papier/ 4 Jahre ohne Platte, ich bin so hochmotiviert/ Ich bin so engagiert und so hochtalentiert/ Der Kuchen ist im Ofen mit dem Brotbackpapier/.../ Ich mach mein Ding, ich bin 31 Jahre alt und hab ein Kind/ Alles ändert sich/.../ Ich mach mich groß, schau, wie ich wachs/ Mann, ihr steht mir im Weg, ey, ich brauch noch mehr Platz")

## Vermarktung
Nachdem im Mai 2009 das Album für den September angekündigt wurde, konnte die erste Single "Wo sind die Rapper hin?" des Albums ab Kalenderwoche 24 kostenlos heruntergeladen werden. Außerdem gab es auf Afrobs offizieller Internetseite ein Gewinnspiel unter dem Motto "Der Letzte seiner Art".
Zu zwei Titeln des Albums wurden Videos umgesetzt. Der erste Clip zu "Wo sind die Rapper hin?!" wurde im Juni 2009 veröffentlicht. Es folgte im September das Video zu "Was wollt ihr?", welches komplett in Schwarz-Weiß gehalten wurde.
Afrob veranstaltete eine Tour zum Album im November 2009. Diese begann am 5. November mit einem Konzert in Mainz und endete nach fünf Konzerten am 20. November in Trier. Außerdem trat er zeitgleich im Vorprogramm der Tour von Samy Deluxe auf.
Des Weiteren konnte Afrob in diversen TV-Sendungen auf sein Album aufmerksam machen, so war er unter anderem zu Gast bei on3-südwild, einer Sendung des Bayerischen Rundfunks, wo er zwei Songs aus dem Album live präsentierte. Auch war er in der ZDF-Dokumentation Dis wo ich herkomm – Die Deutschlandreise von Samy Deluxe zu sehen. In dieser veranstaltete die Organisation Crossover e.V. gemeinsam mit Samy Deluxe eine Deutschlandreise, auf der fünf Jugendliche Samy Deluxe bei seiner zweiwöchigen Reise durch die Republik begleiteten. Auch an der abschließenden Live-Diskussion zu dieser Reise nahm er teil.

## Chartplatzierungen
| ChartsChartplatzierungen | Höchstplatzierung | Wochen |
| ------------------------ | ----------------- | ------ |
| Deutschland (GfK)        | 70 (1 Wo.)        | 1      |